# Notanisomorphella borborica
Notanisomorphella borborica is een vliesvleugelig insect uit de familie Eulophidae. De wetenschappelijke naam is voor het eerst geldig gepubliceerd in 1903 door Giard.